# André Bézu
Pour les articles homonymes, voir Bézu.
 (avril 2016).
Si vous disposez d'ouvrages ou d'articles de référence ou si vous connaissez des sites web de qualité traitant du thème abordé ici, merci de compléter l'article en donnant les références utiles à sa vérifiabilité et en les liant à la section « Notes et références ».
André Bézu, ou simplement Bézu, est un chanteur et humoriste français, né le 24 juillet 1943 à Tourcoing et mort le 7 février 2007 à Paris 5e.
Il est surtout connu pour avoir interprété le tube La Queuleuleu.

## Biographie

### Carrière
Après des études au Conservatoire d'art dramatique de Tourcoing,  André Bézu débute comme acteur, jouant Shakespeare ou Marivaux, à Bruxelles et à Paris. Il devient dans les années 1970 secrétaire général du Théâtre du Palais-Royal à Paris, puis attaché de presse dans le cinéma et la chanson, notamment de Louis de Funès, Hervé Vilard, Tino Rossi et des Charlots, et travaille sur plusieurs films, dont Les Valseuses, La Course à l'échalote et Bons baisers de Hong Kong. 
Rendu populaire, dans les années 1980, grâce à l'émission de télévision La Classe à laquelle il participe pendant plusieurs années, Bézu se lance dans la chanson, sur le conseil de Guy Lux et avec l'aide de Gérard Tempesti. Il rencontre un succès considérable avec les titres La Queuleuleu (1987) et Le Tortillard (1989) ainsi qu'avec son groupe Le Grand Saint Germain, leurs tubes Ali Baba et Moi vouloir du couscous. Avec la fin de l'émission La Classe, en 1994, Bézu va connaître des années difficiles. Il est pris en main en 1997 par l'association La Roue tourne, de Janalla Jarnach, qui vient en aide aux stars déchues, ou artistes oubliés du show-business, où il trouvera de précieux conseils. Peu avant sa disparition, il effectuait à travers la France des tournées de gala en interprétant ses succès populaires. Il portait un béret noir et un nœud papillon tricolore, arborant fièrement son patriotisme.
Il vécut rue Mouffetard, à Paris.

### Mort

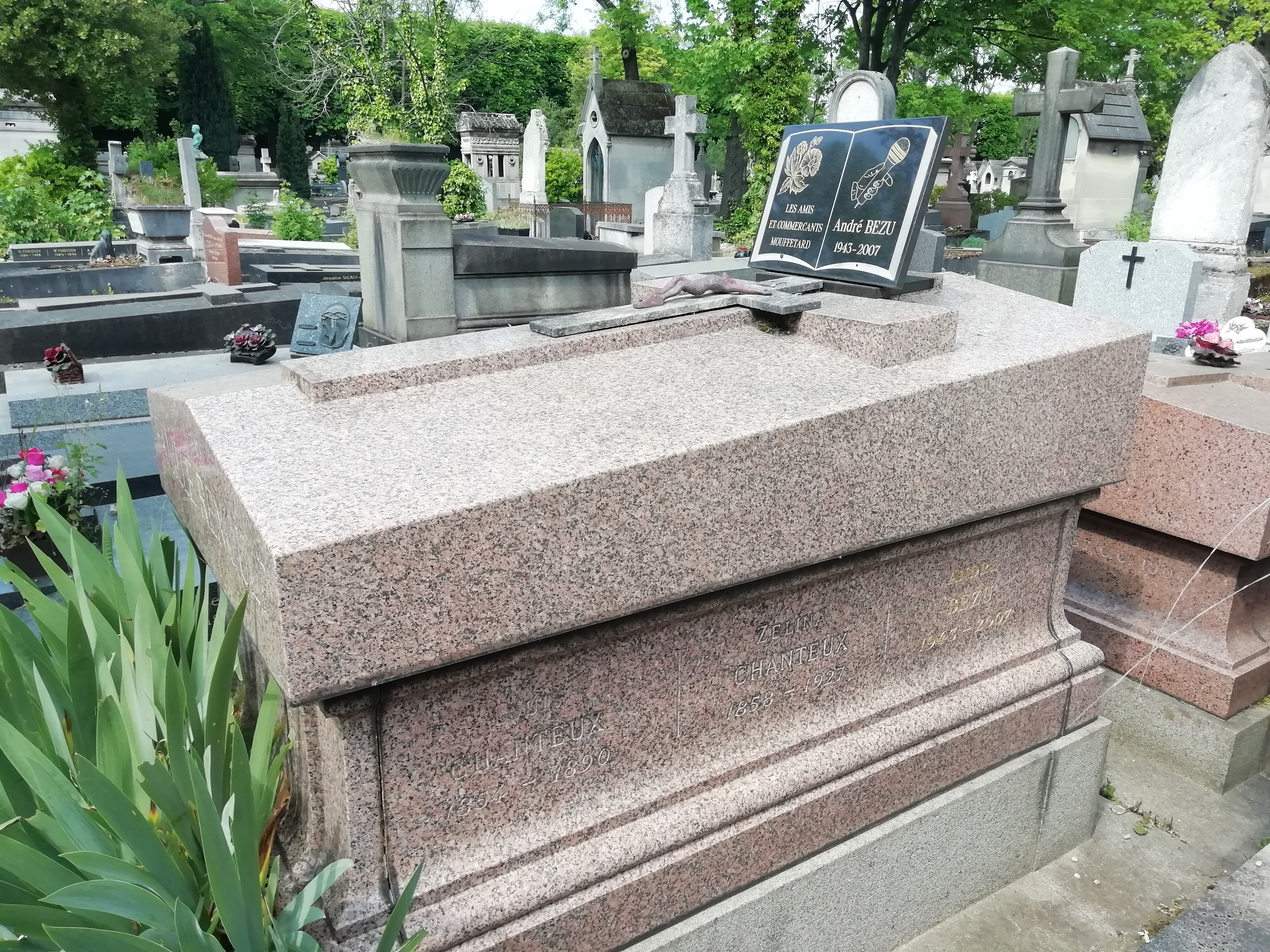
Tombe d'André Bézu au cimetière du Père-Lachaise (division 90).

Il meurt subitement le 7 février 2007 à Paris à l'âge de 63 ans, célibataire.
À la fin de la cérémonie d'enterrement, son accordéoniste Michel Pruvot et le chanteur Marcel Zanini entament son célèbre tube La Queuleuleu. Il repose au cimetière du Père-Lachaise à Paris, dans la 90e division.

## Chansons
- Ali Baba (G. Tempesti) - Masters Calandre - (P) 1983 EGT / Puzzle Productions
- Moi vouloir du couscous (G. Tempesti, G. Lux) - Masters Calandre - (P) 1983 EGT / Puzzle Productions
- Le sex symbol (G. Tempesti, G. Lux) - Mastersun Music - (P) 1983 EGT / Puzzle Productions
- La Queuleuleu (G. Lux, G. Tempesti) - Master Fil Rouge - (P) 1986 EGT / Puzzle Productions
- Vive Le Dimanche ( G.LUX ; G Tempesti ) présenté à Noel 1988 à l'émission Le Monde est a vous de Jacques Martin et intégré par la suite à un album du Même nom en 1989 où on retrouve le Tortillard et Napoléon
- Le Tortillard (G. Lux, G. Tempesti) - Master Fil Rouge - (P) 1989 EGT / Puzzle Productions
- Le Bal à papa (M. de Cesare, G. Tempesti) - Mastersun Music - (P) 1989 EGT / Puzzle Productions
- Si t'as envie de faire la fête (M. de Cesare, G. Tempesti) - Mastersun Music - (P) 1989 EGT / Puzzle Productions
- Le Rap aux moules (G. Tempesti, G. Lux) - Mastersun Music/Fil rouge - (P) 1989 EGT / Puzzle Productions
- La Chenille (R. Jeannot, F. Harvel, G. Layani) - Caramel - (P) 1992 EGT / Puzzle Productions
- C'est l'été (R. Simard, G. Tempesti, F. Tempesti) - EGT Music Sud - (P) 1992 EGT / Puzzle Productions
- Vive les vacances (G. Tempesti) - Mastersun Music - (P) 1992 EGT / Puzzle Productions
- Ba moin en tibo (A. Bezu, F. Jeyson) - Masters - (P) 1992 EGT / Puzzle Productions
- La Bézumania (F. Tempesti, G. Lux, G. Tempesti) - EGT/Fil rouge - (P) 1994 EGT / Puzzle Productions
- Les Petits Coups (G. Tempesti, F. Tempesti, A. Bézu, R. Simard)  - Harp's - (P) 2000 EGT
- La bite du plombier (A. Bezu, D.Marchand)

## Filmographie
Sauf indication contraire, les informations mentionnées dans cette section peuvent être confirmées par la base de données cinématographiques IMDb,  présente dans la section « Liens externes ».
- 1964 : Fantomas d'André Hunebelle
- 1975 : La Course à l'échalote de Claude Zidi - André
- 1978 : Et vive la liberté ! de Serge Korber
- 1983 : Zig Zag Story de Patrick Schulmann - Médecin
- 1983 : L'émir préfère les blondes d'Alain Payet - Le réceptionniste de l'hôtel
- 1998 : (G)rève party de Fabien Onteniente

## Théâtre
Sauf indication contraire ou complémentaire, les informations mentionnées dans cette section peuvent être confirmées par la base de données Les Archives du spectacle.
- 1961 : Le Mariage de Figaro de Beaumarchais, mise en scène André Reybaz, Centre dramatique du Nord Tourcoing
- 1964 : Jules César de William Shakespeare, mise en scène Raymond Hermantier, Festival de Lyon, Théâtre Sarah-Bernhardt
- 1965 : Copains Clopant de Christian Kursner, mise en scène Francis Joffo, Théâtre Charles de Rochefort